# Dobrosin
Pour l’article homonyme, voir Dobrošin.
Dobrosin (en serbe cyrillique : Добросин ; en albanais : Dobrosini) est un village de Serbie situé dans la municipalité de Bujanovac, district de Pčinja. En 2002, il comptait 747 habitants, dont 719 Albanais (96,25 %).
En septembre 2011, l'assemblée des députés albanais de Preševo, Bujanovac et Medveđa a incité les Albanais de Serbie à boycotter le recensement prévu pour le mois d'octobre de cette année-là ; de ce fait, aucun chiffre de population n'a été communiqué pour les localités de la municipalité de Bujanovac.

## Démographie
| 1948 | 1953 | 1961 | 1971 | 1981 | 1991  | 2002 |
| ---- | ---- | ---- | ---- | ---- | ----- | ---- |
| 537  | 551  | 642  | 755  | 901  | 1 029 | 747  |

|  |